# Puraka I Pertamina
Puraka I Pertamina is een bestuurslaag in het regentschap Langkat van de provincie Noord-Sumatra, Indonesië. Puraka I Pertamina telt 716 inwoners (volkstelling 2010).